# Мијић
Мијић је српско презиме. Значајни људи са презименом укључују:
- Васа Мијић (рођен 1973), српски одбојкаш
- Карло Мијић (1887–1964), југословенски сликар
- Милош Мијић (рођен 1989), српски фудбалер
- Предраг Мијић (рођен 1984), српски фудбалер